# Autobusna linija br. 229 u Zagrebu
Linija 229 (Glavni kolodvor – Odra – Mala Mlaka) prigradska je autobusna linija u Zagrebu.
Prometuje svaki dan na trasi: Glavni kolodvor – Trg Stjepana Radića – Ulica Hrvatske bratske zajednice – Most slobode – Avenija Većeslava Holjevca – Avenija Dubrovnik – Ulica SR Njemačke – Avenija Većeslava Holjevca – Velika cesta – Đačka ulica – Odranska ulica – Mala Mlaka (Malomlačka ulica → Laskočica). Početno-krajnje stajalište u Maloj Mlaci je Malomlačka 30.
Povezuje naselja Mala Mlaka, Odra i Buzin s Glavnim kolodvorom gdje se ostvaruje presjedanje na vlak ili tramvaj. Ulazi u središte Sloboštine. Prolazi uz novozagrebačke kvartove Središće, Sopot, Travno, Dugave i Sloboština.
Linija vikendom i praznicima prolazi kroz Sloboštinu kao zamjena za liniju 219 koja tim danima ne prometuje.

## Povijest
Linija 229 uvedena je 9. svibnja 2009. godine.

## Vanjske poveznice
- Vozni red linije 229